# Seleção Sueca de Futebol Americano
A Seleção Sueca de futebol americano, é a representante no futebol americano da Suécia. Eles ficaram em terceiro lugar na primeira Copa do Mundo de Futebol Americano em 1999, não participar am em 2003, e chegaram em quarto em 2007. Eles são membros da EFAF.

## Uniformes
| Helmet   |      |           |
| Left arm | Body | Right arm |
| Trousers |      |           |
| Socks    |      |           |
| Casa     |      |           |

| Helmet   |      |           |
| Left arm | Body | Right arm |
| Trousers |      |           |
| Socks    |      |           |
| Fora     |      |           |

## Resultados

### Copa do Mundo
- 1999 : 3° Lugar
- 2003 : Não se classificou
- 2007 : 4° Lugar

### Copa Européia
- 1983 :
- 1985 :
- 1987 :
- 1989 :
- 1991 :
- 1993 :
- 1995 :
- 1997 : 2° Lugar
- 2000 : Não se classificaram
- 2001 :
- 2005 : Campeões